# Хайнрих I фон Ербах
Хайнрих I фон Ербах (на немски: Heinrich I von Erbach; * пр. 1333; † 16 февруари 1387) е шенк на Ербах и господар на Михелщат.

## Произход
Той е син на шенк Еберхард VII фон Ербах, господар на Михелщат († 11 март 1327) и Имагина фон Спонхайм-Кройцнах († 25 юли 1341), внучка на граф Симон I фон Спонхайм-Кройцнах, дъщеря на граф Хайнрих I фон Спонхайм, господар на Боланден-Даненфелс († 1311), и Кунигунда фон Боланден († 1295). Внук е на Еберхард IV фон Ербах „Стари“, господар на Михелщат († 1312) и на Юта фон Вайнсберг.
Хайнрих I умира на 16 февруари 1387 г. и е погребан в Михелщат.

## Фамилия
Хайнрих I се жени за Анна фон Ербах-Ербах (* пр. 1363; † 29/30 ноември 1375), дъщеря на шенк Конрад V фон Ербах-Ербах († 1381) и първата му съпруга Кунигунда фон Брукен († 1357). Те имат децата:
- Филип фон Ербах († сл. 1390), свещеник
- Еберхард X фон Ербах (* пр. 1388; † 1418), наследствен шенк на Ербах в Ербах, женен през 1390 г. за Мария фон Бикенбах († 19 август 1397)
- Барбара († 1408), омъжена за Албрехт III фон Рехберг-Щауфенек-Фалкенщайн († 24 март 1408)
- Хайнрих († 30 август 1403/13 август 1404), каноник във Вюрцбург
- Еберхард († 14 октомври 1441), каноник в Майнц (1420), Страсбург (1429) и Шпайер (1430)
- Анна (* ок. 1404; † 1425), омъжена за Рорих фон Айзенбах